# Kanarella
Kanarella is een geslacht van kevers uit de familie bladkevers (Chrysomelidae).
De wetenschappelijke naam van het geslacht werd in 1896 gepubliceerd door Martin Jacoby.

## Soorten
- Kanarella pallida (Jacoby, 1887)
- Kanarella unicolor Jacoby, 1896